# Funky Cops
Funky Cops est une série télévisée d'animation franco-américaine en 39 épisodes de 26 minutes, créée par Thierry Sapyn et diffusée à partir du 4 mai 2002 sur Cinéfaz, rediffusée dès le 10 août 2002 sur M6 dans l'émission M6 Kid ensuite sur Jetix, W9 vers 2008-2009, puis sur NRJ 12, MCM et plus récemment sur Game One et Ciné+ Famiz.
Au Québec, elle a été diffusée à partir du 30 août 2003 sur VRAK.TV,.

## Synopsis
Cette série met en scène deux policiers, Ace Anderson et Dick Kowalsky, qui, au volant de leur Firebird Trans-Am rouge et au son des tubes funk et disco de l'époque, traquent les criminels dans le San Francisco des années 1970.

## Fiche technique
- Titre original : Funky Cops
- Réalisation : Thierry Sapyn, Franck Michel
- Scénario : Thomas Barichella, Fabrice de Costil, Armin Prediger
- Direction artistique : Franck Michel
- Montage : Franck Arblade
- Musique : Dan Stein et Pete Scaturro ; DJ Abdel et Bustafunk (Let's Boogie/Funky Cops)

- Production : Benoît Di Sabatino et Christophe Di Sabatino[4]
- Société de production : Antefilms Production
- Pays d'origine : France
- Langue : Français
- Format : Couleurs - Format numérique - 1,33:1 - Stéréo
- Genre : Animation
- Nombre d'épisodes : 39 (2 saisons)
- Durée : 26 minutes
- Dates de première diffusion :  France : 4 mai 2002

## Distribution
- Med Hondo puis Lionel Henry : Ace Anderson
- Emmanuel Curtil : Dick Kowalsky
- Richard Darbois : le capitaine Dobbs
- Fily Keita : Flora « Fly » Ibanez
- Jean-Claude Donda : Voix additionnelles
- Serge Faliu : Voix additionnelles
- Patrick Guillemin : Voix additionnelles
- Claire Guyot : Voix additionnelles
- Nathalie Spitzer : Voix additionnelles
- Edgar Givry : Voix additionnelles

 Source et légende : version française (VF) sur RS Doublage

## Épisodes

### Première saison
1. Un duo d'enfer
2. Les diamants ne sont pas éternels
3. Protection rapprochée
4. Gare au gorille !
5. Légende vivante
6. Goldsinger
7. Un alibi en béton
8. Cache-cash
9. La Fin du disco
10. Le Kid Dick
11. Six ça suffit
12. Discomatic
13. Le Dernier Slow
14. La croisière, ça use
15. Décibels amazones
16. Double Vie
17. Le Blues de Noël
18. L'As des astres
19. Les Évadés d'Alcatraz
20. Méthode zéro
21. Deux flics à Monaco
22. Chouchou Baby Love
23. Boogaloo les bons tuyaux
24. Zéro de conduite
25. Drôles de drames - 1re partie
26. Drôles de drames - 2e partie

### Deuxième saison
1. Le Retour de flamme
2. Ali Baba et les 40 Showgirls
3. Freeze
4. Pas de printemps pour les rouleaux
5. 22 minutes chrono
6. Vaudou sur la ville
7. Cops Story
8. L'Homme aux fesses d'or
9. L'Escroc qui m'aimait
10. Panique à San Francisco
11. La Créature de la baie
12. La Marque du phoque
13. Mickey jackpot

## Autour de la série
- La série a été réalisée par Thierry Sapyn et Franck Michel, pour la première saison, par Franck Michel uniquement pour la deuxième saison.
- La société productrice, Antefilms Production, se nomme maintenant MoonScoop, depuis qu'elle a racheté la société France Animation.
- Très marquée par le look de l'époque (vêtements, coiffures, musique…), Funky Cops fait régulièrement référence à des séries comme Starsky et Hutch ou Les Nouveaux Exploits de Shaft (par exemple le Capitaine Dobbs, chef de Dick et Ace, est une parodie du Capitaine Dobey dans Starsky et Hutch).
- La série fait aussi plusieurs références à Elvis Presley. Dans un épisode, Aaron King se fait passer pour mort mais en réalité ne l'est pas, un clin d'œil à la légende qui voudrait qu'Elvis ne soit pas mort.
- La musique, qui tient une place importante dans la série, est composée par DJ Abdel et Bustafunk.
- Les figures de disco réalisées sur les pistes de danse du Boogie Palace dans la série, ont été tournées par de vrais acteurs en capture de mouvement par la société Ascension Technology[6]
- La voiture utilisée par les héros est une Pontiac Trans-Am Firebird de 1971 (épisode 1-4) mais elle s'apparente plus au modèle 1973 rouge « boucanier », équipé du moteur 455 et de jantes Honeycombs. De plus, l'année 1973 est la seule avant le restylage de 1974 où l'aigle de feu prend tout le capot (en 1972, l'aigle était petit et placé en bas du capot, au-dessus de la calandre).
- La série est une parodie / clin d'œil aux séries policières et aux buddy movies des années 70, on aperçoit d'ailleurs Startsky et Hutch dans un épisode.